# 高雄市公車橘8路
高雄市公車橘8路，由港都客運營運。起點站為建軍站（捷運衛武營站），終點站為過埤派出所。

## 歷史
- 2008年9月12日：高雄捷運橘線開闢接駁公車。
- 2014年1月1日：高雄市公車民營化，橘8公車轉由統聯客運營運。
- 2018年6月1日：試辦橘8區間車「鳳山轉運站－埤北路」。
- 2018年9月1日：交通局為提升路線識別度，橘8區間車更名為橘9。
- 2020年3月2日：鳳山文化公車併入此線。[1][2]
- 2020年7月1日：改由港都客運代駛。
- 2021年3月1日：港都客運正式接駛。

## 停站
參見右側路線圖